# Finnmarken
För andra betydelser, se Finnmark.
Finnmarken var under äldre medeltiden namnet på ett geografiskt område som omfattade Norge norr om Lofoten samt finländska och svenska Lappland, främst befolkad av samer. I Sverige har också Finnmarken använts som benämning på enbart svenska Lappland. Den svenska användningen stammar från Linnés resor i norra Sverige under 1700-talet.
Numera används Finnmarken ofta som benämning på Finnmark fylke i Norge och lokalt (främst i Dalarna och Västmanland) som synonym för finnskogen.